# Chaetona longiseta
Chaetona longiseta là một loài ruồi trong họ Tachinidae.